# Otoño de Varsovia
El Festival Internacional de Música Contemporánea 'Otoño de Varsovia' (en polaco, Międzynarodowy Festiwal Muzyki Współczesnej „Warszawska Jesień”; en inglés, International Festival for Contemporary Music "Warsaw Autumn") es el más grande de Polonia y uno de los festivales internacionales más importantes del mundo dedicado a la música contemporánea, organizado por la Unión de Compositores Polacos (en polaco, Związek Kompozytorów Polskich). Durante varias décadas fue el único festival de música contemporánea en el centro y este de Europa. El festival se ha celebrado desde 1956, anualmente desde 1958, siempre durante la segunda quincena de septiembre y dura 9 días.

## Historia
La idea de organizar el festival surgió en 1955, en el foro de la Unión de Compositores Polacos. Los creadores fueron Tadeusz Baird y Kazimierz Serocki. Su intención era familiarizar al público polaco con la música occidental moderna y romper el aislamiento en el que se encontraban los ambientes artísticos polacos durante los años estalinistas y oponerse a la ideología del realismo socialista. Los principales supuestos del programa fueron la presentación de nueva música del mundo y de Polonia, apoyando el desarrollo de la música polaca y presentando las tendencias actuales de la música.
El primer festival se llevó a cabo del 10 al 20 de octubre de 1956, coincidiendo con el hecho político denominado Deshielo polaco. Al festival asistieron la Orquesta Filarmónica de Radio Francia de París, la Orquesta Sinfónica de Viena, conjuntos de Bucarest, Moscú y Brno, así como la Orquesta Filarmónica Nacional de Varsovia y la Orquesta Orquesta Filarmónica de Silesia de Katowice (entonces Stalinogród). En el programa, junto con un número de obras relativamente nuevas, también había clásicas, ya que en esos años no existía la costumbre de llenar toda la velada con piezas modernas.
Inicialmente, el festival fue planeado como una bienal, por lo que el sucesivo solo tuvo lugar en 1958, pero más tarde se realizó el 'Otoño de Varsovia' todos los años, con excepción de 1982 (debido a la Ley marcial en Polonia). Desde 1959 el programa del festival es organizado por una comisión de repertorio, nombrada por el Consejo Principal de la Unión de Compositores Polacos. Por un largo tiempo, durante 37 años, Witold Lutosławski fue miembro de ella. Durante los años 1960-1965 también fue el primer presidente de esta comisión. Lutosławski fue también el compositor más interpretado en el festival polaco: sus composiciones fueron ejecutadas 49 veces durante su vida.
Los festivales 'Otoño de Varsovia' permitieron la libertad de expresión creativa y el contacto con las nuevas tendencias en el arte. Durante los conciertos se interpretaron obras de Arnold Schoenberg, Alban Berg, Anton Webern, Edgar Varèse, Béla Bartók e Igor Stravinsky, así como de la vanguardia contemporáne: Pierre Boulez, Luigi Nono, Bruno Maderna, Luigi Dallapiccola, Lukas Foss y John Cage. Compositores, artistas, críticos y musicólogos llegaron a Varsovia desde el oeste para conocer la cultura musical de los países detrás de la Cortina de Hierro.
A partir del primer festival, el 'Otoño de Varsovia' estuvo acompañado durante muchos años por un gran interés del público y la crítica. En los tiempos de la República Popular de Polonia, los festivales se convirtieron en el 'escaparate' de la música polaca, y a veces de la Europa del Este, para los músicos y críticos que llegaban del oeste, y de la vanguardia occidental para el público polaco. También contribuyeron al desarrollo de la llamada Escuela de composición polaca.
Actualmente, el 'Otoño de Varsovia' todavía se percibe como un festival creativo, con enormes logros y prestigio. Cooperan con él numerosas instituciones culturales polacas, como la Filarmónica Nacional, la Universidad de Música Fryderyk Chopin, la Radio Polaca, la Televisión Polaca, el Gran Teatro de Varsovia, el Instituto Adam Mickiewicz, teatros, embajadas, institutos culturales y fundaciones.

## Jubileo del 60.º Aniversario
En septiembre de 2017 el 'Otoño de Varsovia' celebró su 60.º aniversario. En la edición jubilar del festival se trataron en igual medida cuestiones artísticas contemporáneas y retrospectivas. De esta forma, se hizo referencia al papel histórico del festival como lugar de encuentro e intercambio de ideas artísticas.
Se recordó a los compositores polacos que fueron importantes para el 'Otoño de Varsovia' durante las primeras décadas de su existencia, como Wojciech Kilar, Andrzej Dobrowolski, Witold Szalonek, Włodzimierz Kotoński, Tomasz Sikorski, Kazimierz Serocki, Tadeusz Baird, Krzysztof Penderecki, Bogusław Schaeffer. Su lenguaje musical se reunió con las expresiones idiomáticas de compositores pertenecientes a la generación joven e intermedia. De los casi 80 compositores y autores que participaron en el festival fueron presentados, entre otros, Pierre Jodlowski, Christophe Bertrand, Brigitta Muntendorf, Johannes Kreidler y Artur Zagajewski.
El tema principal de la edición jubilar del festival fue 'Trans / Vanguardia': vanguardia en la transgresión. El recién elegido director del 'Otoño de Varsovia', Jerzy Kornowicz, quien reemplazó al veterano director Tadeusz Wielecki, explicó que el mensaje es la continuación de las principales ideas artísticas del festival: «'Trans / Avant-garde' se refiere a la vanguardia musical de la posguerra que configuró desde el principio el carácter del festival, tanto vanguardia europea como vanguardia americana, de Cage. Nos preguntamos sobre el significado de este término hoy, porque aunque estas vanguardias ya son un capítulo cerrado, [...] todavía hay algo así como una actitud de vanguardia».